# Azat u ankakh Artsakh
Artsaque Livre e Independente (em armênio/arménio:  Ազատ ու Անկախ Արցախ, translit. Azat u ankakh Artsakh) é o hino nacional de Artsaque, um país não reconhecido.
O Hino é símbolo da independência deste país. A letra é do poeta Vardan Hakobyan e a música é de Armen Nasibyan. Foi adotada pelo Conselho Supremo da República do Alto Carabaque em 17 de novembro de 1992.